# Club-Cola

Club Cola Logo (inkl. Claim)

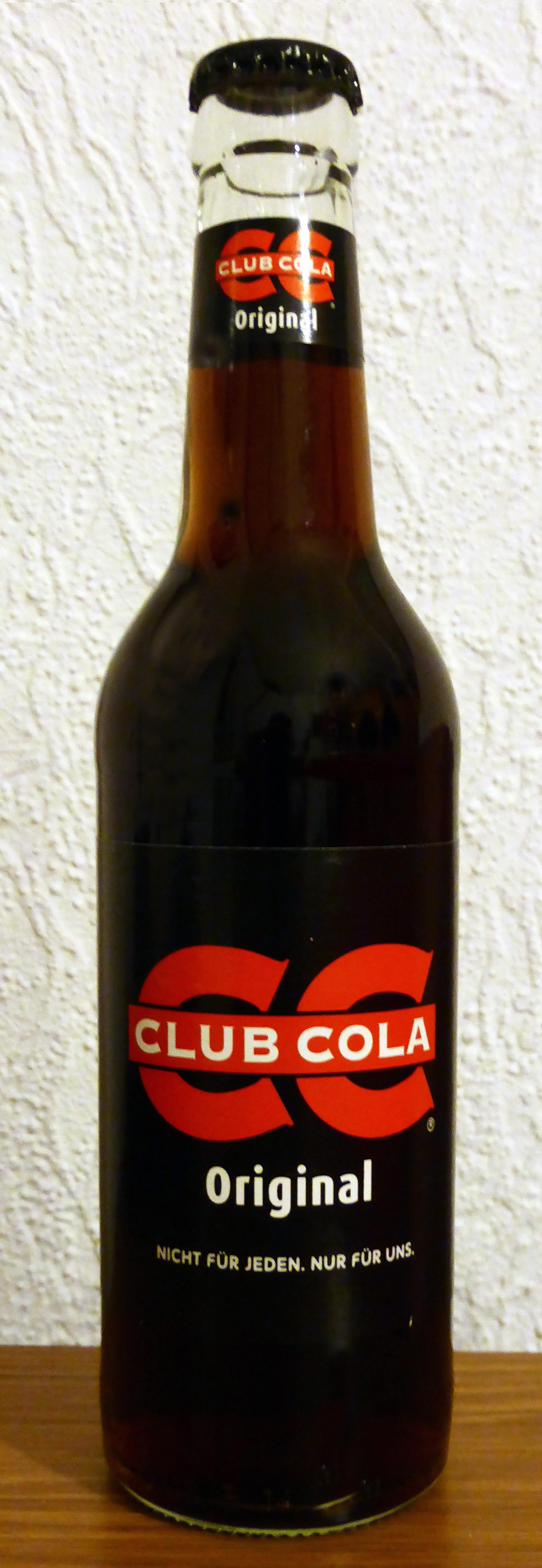
Club-Cola 2014

Eines der Etiketten zu DDR-Zeiten

Club-Cola ist der Name eines Cola-Erfrischungsgetränks, das insbesondere in der DDR beliebt war. Nach einer kurzen Unterbrechung nach der Wende wird das Getränk seit 1992 wieder hergestellt.

## Geschichte
Auf Wunsch der SED und anderer staatlicher Organisationen sollte ab der Leipziger Frühjahrsmesse 1966 ein eigenes, den westlichen Vorbildern ähnelndes Cola-Getränk entwickelt werden. Am 19. April 1967 wurde die erste Club-Cola im Getränkekombinat Berlin abgefüllt. Bei der Leipziger Frühjahrsmesse 1972 wurde das Getränk erstmals mit Gold in der Kategorie Erfrischungsgetränke ausgezeichnet und erhielt später weitere Preise, die als acht goldfarbene Marken auf das schwarze Etikett der Flasche aufgedruckt waren.
Club-Cola unterschied sich im Geschmack deutlich von der anderen DDR-weit bekannten Cola-Marke Vita Cola.
Nach der Wende wurde Club-Cola vom Markt verdrängt, die Produktion wurde zeitweise vollständig eingestellt. 1992 übernahmen die Spreequell Mineralbrunnen die Marke Club-Cola und brachten das Getränk wieder auf den Markt.
Die Markenrechte befinden sich heute im Besitz der Firma Mineralbrunnen Rhön-Sprudel, der Muttergesellschaft von Spreequell. Club-Cola wurde durch den Mutterkonzern im Spreequell Mineralbrunnen GmbH in Berlin und Mineralquellen Bad Liebenwerda GmbH in Bad Liebenwerda abgefüllt.
Am 31. März 2003 wurde die Abfüllung in Berlin eingestellt und seitdem nur noch im südlichen Brandenburg gelegenen Ort Bad Liebenwerda abgefüllt. Der „einstige Berliner“ ist, seit der Schließung der Mineralbrunnen an der Indira-Gandhi-Straße in Berlin-Weißensee, kein echter Berliner mehr. Bedingt durch diesen „Umzug“ hat sich die Mineralisierung der Club-Cola verändert. Während die Berliner Quelle reich an Mineralien (Summe gelöste Mineralstoffe: 1072 mg/L) ist, ist die Mineralisation der Quelle in Bad Liebenwerda eher gering (86 mg/L).

## Preise in der DDR
Der Verkaufspreis war wie folgt auf die Packungsgrößen verbindlich festgesetzt und wurde nie geändert:
- EVP 0,35 M (0,25-l-Flasche)
- EVP 0,42 M (0,33-l-Flasche)
- EVP 0,65 M (0,5-l-Flasche)